# Ariane Ehrat
Ariane Ehrat, švicarska alpska smučarka, * 17. februar 1961, Schaffhausen, Švica.
Največji uspeh kariere je dosegla na Svetovnem prvenstvu 1985, ko je osvojila srebrno medaljo v smuku. Nastopila je na Olimpijskih igrah 1984, kjer je bila v isti disciplini četrta. V svetovnem pokalu je tekmovala sedem sezon med letoma 1979 in 1986 ter dosegla tri uvrstitve na stopničke. V skupnem seštevku svetovnega pokala je bila najvišje na 22. mestu leta 1984. 